# 鈴木輝志
鈴木 輝志（すずき てるし、1941年10月23日 - 2020年）は、日本の経営者。札幌テレビ放送社長を務めた。

## 経歴
北海道出身。1960年に札幌北高等学校を卒業し、同年に札幌テレビ放送に入社。2002年に専務に就任し、2005年6月には社長に就任。2009年6月に会長に就任。